# Toto (Würfelspiel)
Toto, auch Zehnmal mal, ist ein einfaches Würfelspiel mit einem einzelnen Würfel und einem Würfelbecher für beliebig viele Mitspieler. Eine Variante mit weniger Runden ist das Sechserspiel.

## Spielweise

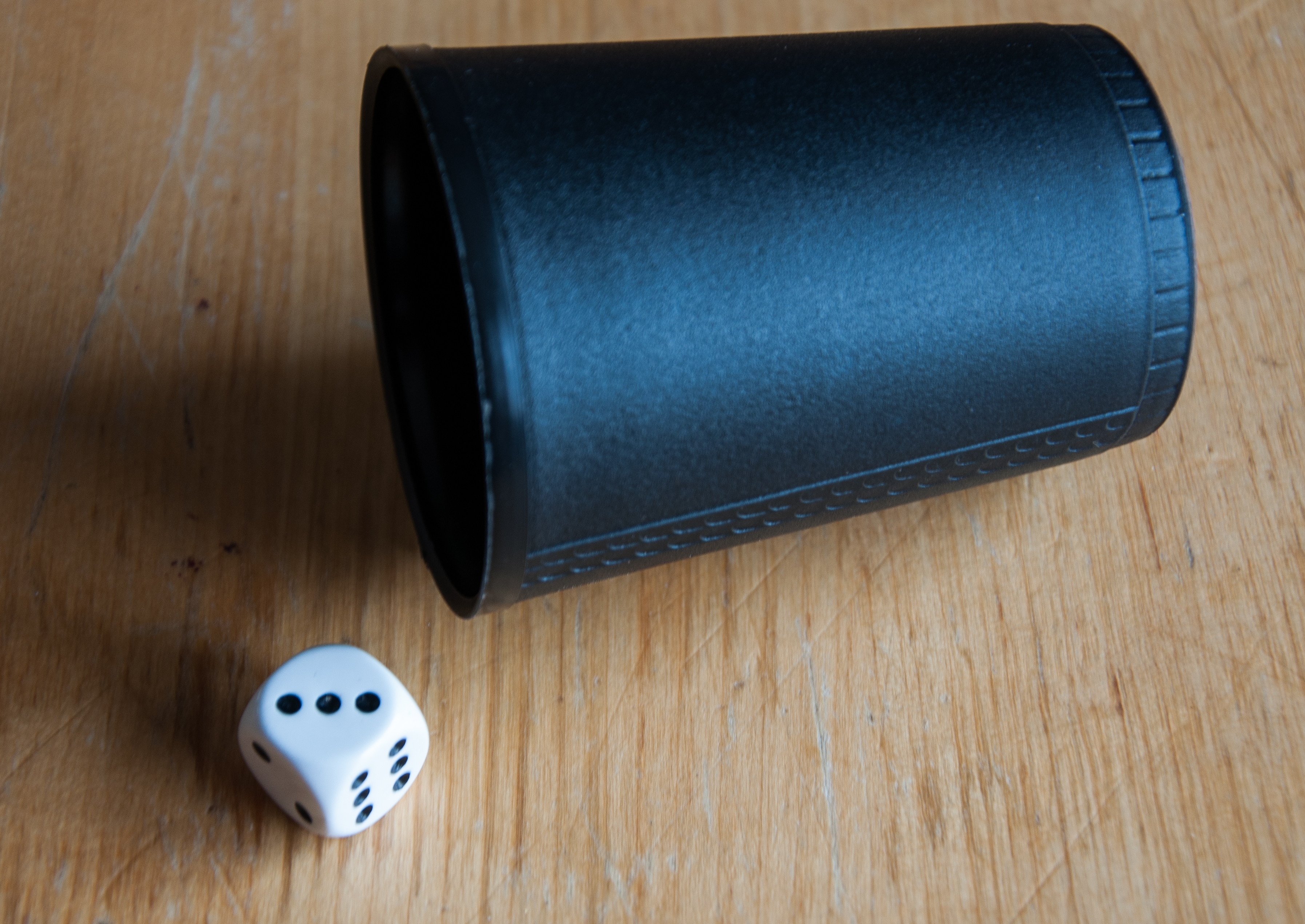
Toto wird mit einem einzelnen Würfel und Würfelbecher gespielt.

Jeder Spieler bekommt vorab je einen Zettel und einen Stift und notiert untereinander die Zahlen Eins bis Zehn, gefolgt jeweils von einem Malzeichen. Das eigentliche Spiel wird reihum gespielt: Jeder Spieler würfelt jeweils einmal und schreibt das Würfelergebnis jeweils hinter ein beliebiges Malzeichen und multipliziert es mit der dortigen Zahl. Dabei versucht er, mit jedem Wurf ein möglichst hohes Ergebnis zu erzielen; eine hohe Würfelzahl, etwa eine Sechs, sollte also nach Möglichkeit mit einer recht hohen Zahl auf dem Zettel multipliziert werden. Nach zehn Runden werden die Ergebnisse aller Rechnungen addiert, der Spieler mit der höchsten Summe gewinnt das Spiel.
Beim Sechserspiel werden nur die Zahlen Eins bis Sechs notiert und jeder Spieler hat nur sechs Würfe, die er den Multiplikatoren zuordnen muss. Auch hier gewinnt der Spieler mit den meisten Punkten.

## Belege
1. ↑  „Toto“ In: Erhard Gorys: Das Buch der Spiele. Manfred Pawlak Verlagsgesellschaft, Herrsching o. J.; S. 404.
2. ↑  „Zehnmal mal“ In: Friedrich Pruss: Würfelspiele. Falken Verlag, Niedernhausen 1998; S. 13. ISBN 3-635-60129-2.
3. ↑  „Sechserspiel“ In: Robert E. Lembke: Das große Haus- und Familienbuch der Spiele. Lingen Verlag, Köln o. J.; S. 241.